# Lola Pagnani
Lola Pagnani (* 3. April 1972 in Rom; eigentlich Anna Lola Pagnani Stravos) ist eine italienische Filmschauspielerin.

## Werdegang
Pagnani wurde als Tochter des Schriftstellers und Drehbuchautoren Enzo Pagnani geboren. Im Alter von 17 Jahren absolvierte sie in Paris eine Ausbildung im Zeitgenössischen Tanz. Im Anschluss begleitete sie als Prima Ballerina die Illusionistengruppe Momix während ihrer Welttournee und arbeitete an der Choreographie des Cirque du Soleil in Montréal. Unter der Regie von Lina Wertmüller und Dirigent Giuseppe Sinopoli tanzte sie am Münchener Nationaltheater. In New York setzte sie ihre Tanzausbildung am Alvin Ailey American Dance Theater fort und nahm in HB Studios Schauspielunterricht.
Nach ihrer Rückkehr nach Italien war sie unter der Regie von Ettore Scola, Giulio Base und Lina Wertmüller in mehreren Spiel- und Fernsehfilmen zu sehen.
Pagnani spricht neben italienisch fließend französisch, spanisch und englisch.

## Filmografie (Auswahl)
- 1995: Trafitti da un raggio di sole
- 1996: Polvere di Napoli
- 1996: Ninfa plebea
- 1999: Ferdinando e Carolina
- 1999: La bomba
- 2002: Il pranzo della domenica
- 2003: Gente di Roma

### Fernsehen
- 1995: Pazza famiglia
- 1998: Commissario Raimondi
- 1998: Anni 50
- 2000: La squadra
- 2001: Un posto al sole
- 2001: Francesca e Nunziata
- 2005: Un ciclone in famiglia 2
- 2005: Carabinieri 5
- 2006: Donne sbagliate
- 2006: Capri

### Theater
- Carmen (1987)
- Anatra all'arancia (1997)
- Vergine Regina (1996)